# John Henry Foley

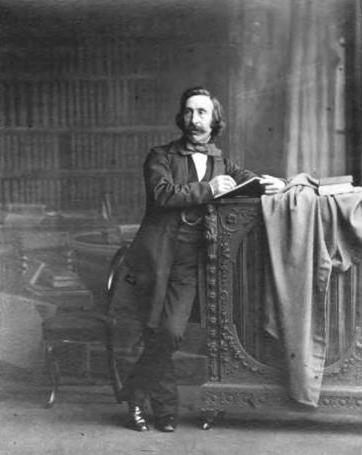
John Henry Foley (1863)

John Henry Foley (* 24. Mai 1818 in Dublin; † 27. August 1874 in London), oft als JH Foley bezeichnet, war ein irischer Bildhauer. Bekannt sind vor allem seine Statuen von Daniel O’Connell in Dublin sowie die von Prinz Albert für das Albert Memorial in London.

## Leben
Foley wurde in der Familie des Glasbläsers Jesse Foley in der Montgomery Street N° 6 in Dublin geboren. Er hatte zwei Schwestern. Damals galt die Gegend in Dublin als Künstlerviertel. Im Jahr 1831 begann Foley an der Royal Dublin Society Zeichnen und Modellieren zu studieren. Bereits in dieser Zeit gewann er erste Kunstpreise. Vier Jahre später zog er zu seinem Bruder Edward nach London. In der englischen Hauptstadt wechselte er an die Royal Academy of Arts. Bereits im Jahr 1839 konnte Foley eine erste eigene Ausstellung eröffnen und wurde mit dem Werk Jugend am Bach (Hermaphrodite) bekannt. 1849 trat er in die Royal Academy ein und wurde im Jahr 1858 Vollmitglied.
Aufgrund seiner ersten aufsehenerregenden Erfolge erhielt er schnell viele Aufträge und eröffnete ein eigenes Atelier.
1863 nahm ihn die Académie royale des Sciences, des Lettres et des Beaux-Arts de Belgique (Classe des Beaux-Arts) als assoziiertes Mitglied auf.
Henry Foley war verheiratet mit Mary Anne Grey. Foley starb in Hampstead, Nord-London und wurde in der Krypta der St Paul’s Cathedral am 4. September 1874 beigesetzt. Seine Werkmodelle gelangten an die Royal Dublin Society, wo Foley seine künstlerische Ausbildung begonnen hatte. Foleys Mitschüler und spätere Assistent in seinem Atelier, Francis John Williamson wurde ebenfalls ein erfolgreicher Bildhauer.
Vor der Hauptfassade des Victoria and Albert Museums in London befindet sich eine Statue, die John Foley als hagere Gestalt mit Schnurrbart zeigt.
Die Montgomery Street in Dublin wurde später zu seinen Ehren in Foley Street umbenannt.

## Werke (Auswahl)
– chronologisch –
- 1839: Ino and Bacchus[2]

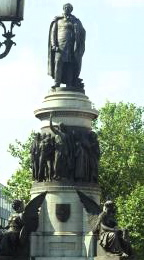
Denkmal für Daniel O’Connell in der O’Connell Street, Dublin

- 1844: Hermaphrodite (Youth Stream) für die Ausschmückung der Houses of Parliament,
in Bronze gegossen von J. Hadfield für die Weltausstellung 1851
- 1847: John Hampden für die St. Stephen’s Hall im Westminster-Palast
- 1851: ein mit 10.000 £ dotierter Auftrag zur Herstellung von Skulpturen von Caractacus und Egeria für den ägyptischen Saal im Herrenhaus der London Corporation
- 1860: The Elder Brother from Comus; Foleys Diplomarbeit
- 1847, 1853 und 1866: John Hampden, John Selden und Charles Barry jeweils für den Westminster Palace
- Zwischen 1831 und 1869 zeigte die Royal Academy eine Ausstellung von ausgewählten Skulpturen Foleys.
- 1854: Memorial James Stuart for Colombo, Ceylon (nun Sri Lanka)
- 1861: Oliver Goldsmith (aufgestellt 1864) und Edmund Burke (1868), vor dem Trinity College, Dublin
- 1862: Memorial Brigadegeneral John Nicholson, Lisburn Cathedral
- ? Joshua Reynolds (Marmor), in der Tate Gallery
- 1864: eine symbolische Steingruppe für den Kontinent Asien,
andere Bildhauer schufen drei weitere Kontinent-Symbolgruppen. Alle Statuen erhielten ihren Platz an den vier Ecken des George Gilbert Scott Albert Memorials in Kensington Gardens
- 1864: Memorial Vater Matthew, Kämpfer für die Abstinenz, Cork
- 1866: Die Muse des Zeichnens, ein Monument für den Maler James Ward, auf dem Kensal Green Friedhof
- 1867: Michael Faraday

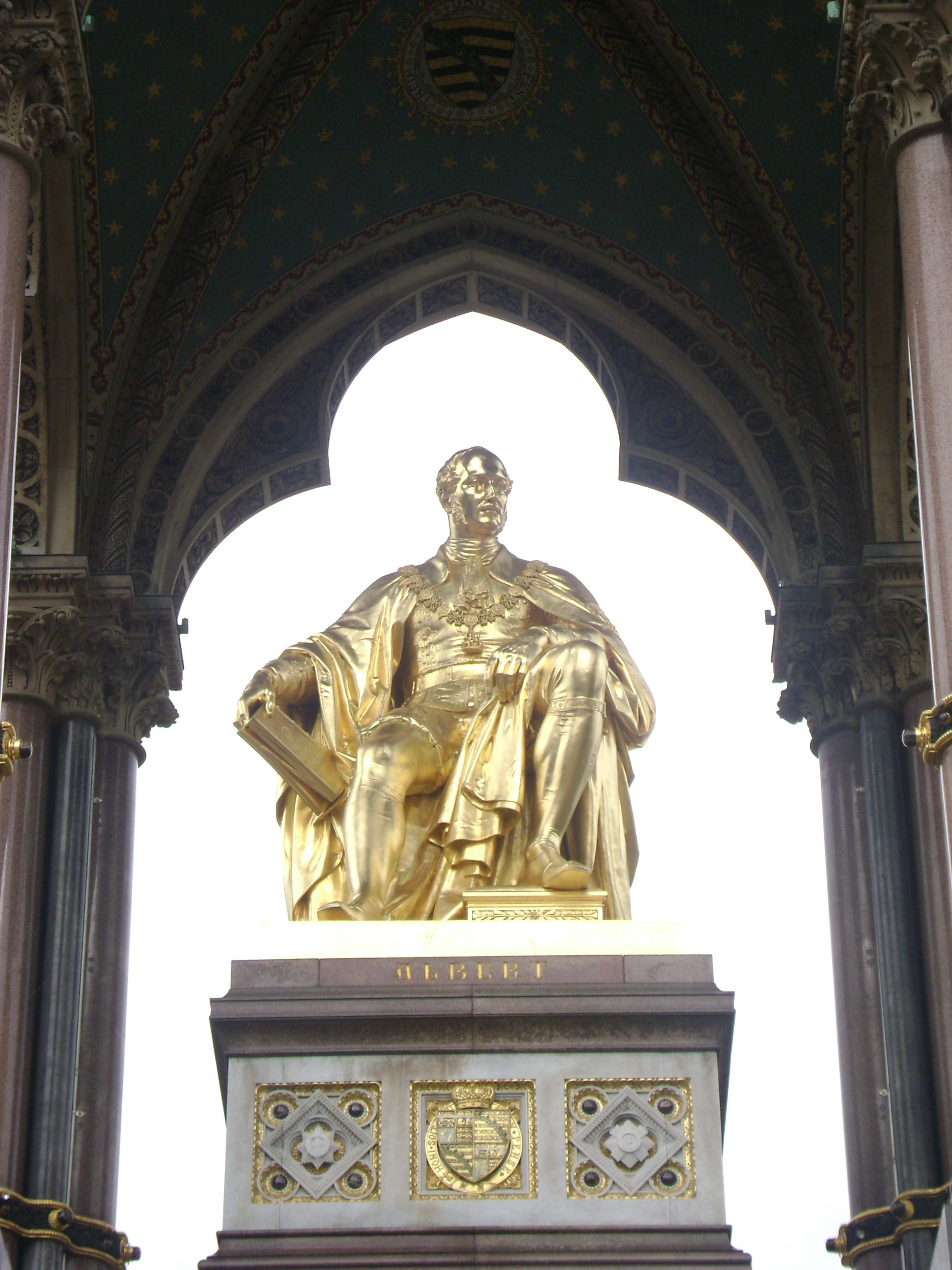
Statue Prinz Albert

- 1868: Bronzestatue Prinz Albert, die für die Mitte der Gedenkstätte vorgesehen war. Der ursprüngliche Entwurf stammte von Carlo Marochetti, der jedoch während der Arbeit verstorben war.
- 1868: Lord Clyde, Glasgow
- 1869: Sir Dominic Corrigan (Marmor), an der Friedhofskapelle des Royal College of Surgeons in Dublin
- 1873: John Stuart Mill, aufgestellt an der Uferpromenade der Themse in London
- Posthum gab es im Jahr 1875 eine weitere Werkschau an der Royal Academy.
- 1876: Sir BL Guinness, Dublin; von Foleys Mitarbeitern vollendet
- Feldmarschall Hughes Gough, früher im Phoenix Park, Dublin, nun vor dem Chillingham Castle; ebenfalls nach Foleys Tod von seinen Mitarbeitern fertiggestellt

Den Großteil seiner Werke vermachte Foley dem Artist Benevolent Fund.

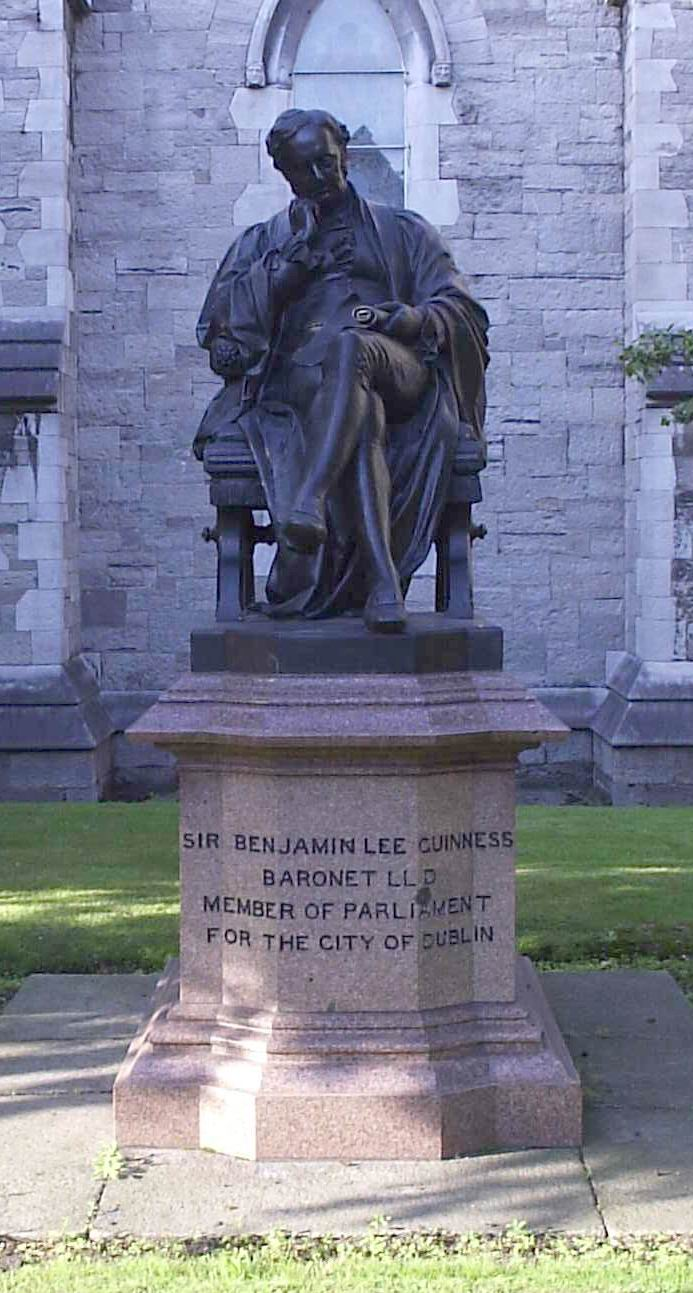
Statue von Benjamin Guinness in der St. Patrick’s Cathedral, Dublin
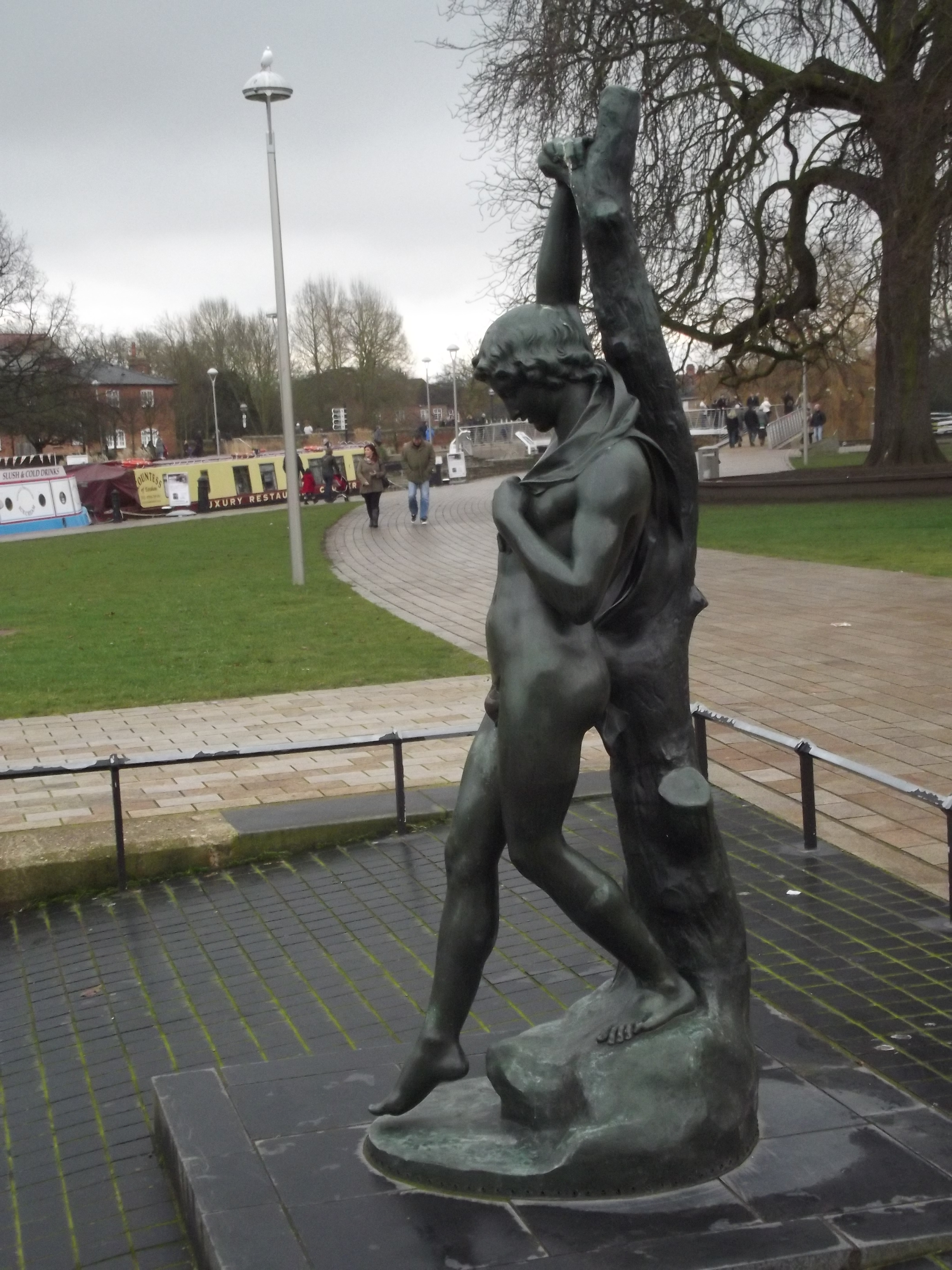
Hermaphrodite im Ort Stratford-upon-Avon
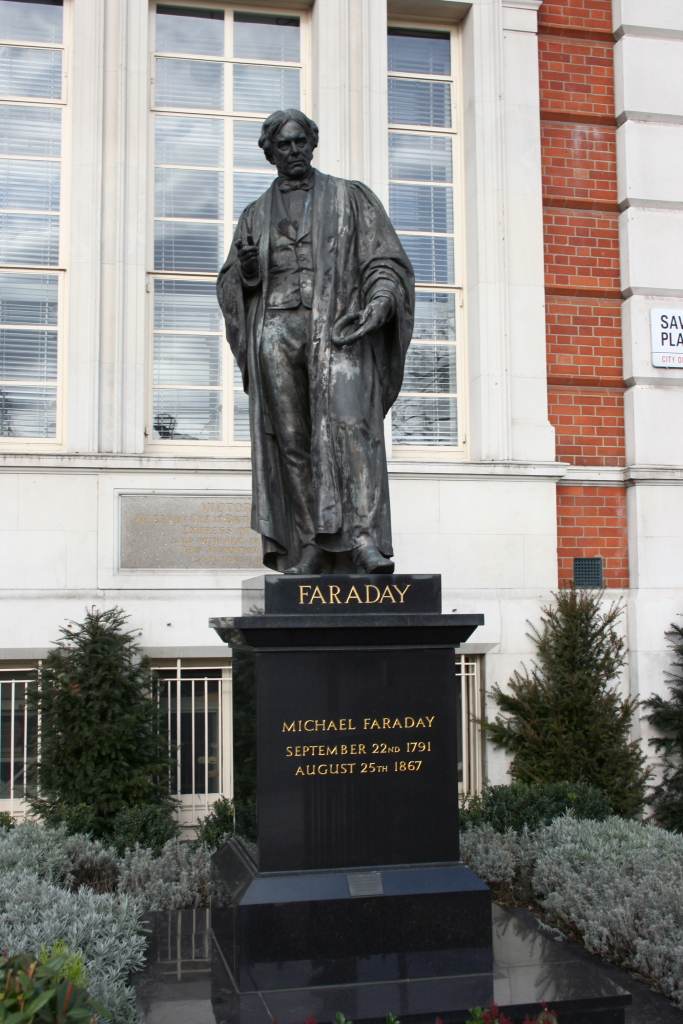
Michael Faraday in London
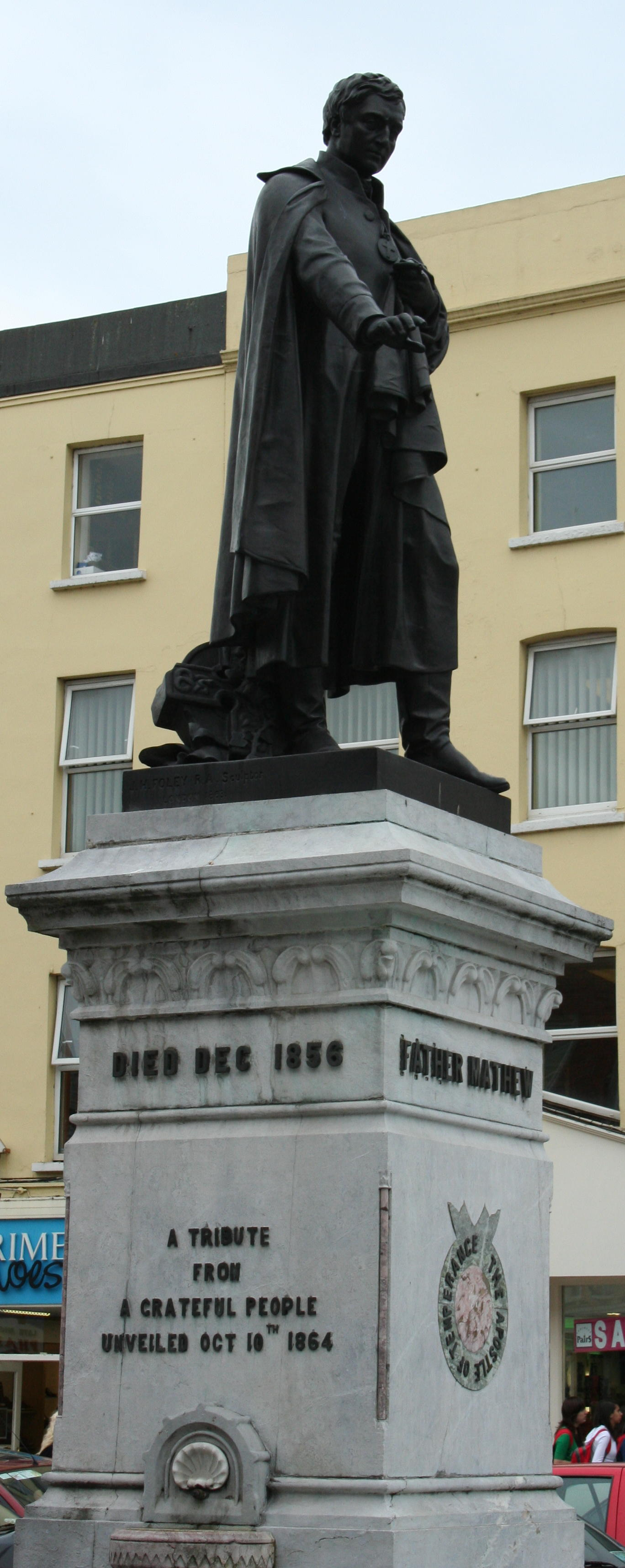
Reformer Benjamin Matthew in der St. Patrick’s street Cork

Quellen:
Catalogue of the Sculpture, Paintings, Engravings, and Other Works of Art belonging to the Corporation, together with the Books not included in the Catalogue of the Guildhall Library. Part the First. Printed for the use of the members of the Corporation of London. 1867, S. 43–47.
John T. Turpin: Catalogue of the Sculpture of J. H. Foley. Dublin Historical Record 1979, 32, S. 108–118.
 W. C. Monkhouse: The Works of J. H. Foley. 1875.

## Zerstörung von Werken in Irland
Nach der Gründung des irischen Freistaats im Jahr 1922 wurden einige von Foleys Werken entfernt oder zerstört, da die geehrten Personen nicht zur irischen Unabhängigkeit passten. Dazu gehörten die Skulpturen von Lord Carlisle, Lord Dunkellin (in Galway) und Feldmarschall Hughes Gough im Phoenix Park in Dublin. Die Statue von Lord Dunkellin wurde enthauptet und in den Fluss geworfen.